# 宝塚市立文化芸術センター
宝塚市立文化芸術センター（たからづかしりつぶんかげいじゅつセンター）は、兵庫県宝塚市武庫川町にある文化芸術の複合施設である。2020年6月1日に開館した。

## 概要
手塚治虫記念館に隣接する宝塚ガーデンフィールズ跡地に作られた。センターは文化芸術施設と庭園から成り、東畑建築事務所、地域計画建築研究所、E-DESIGN設計共同体が設計した。用地取得費など含む事業費は約39億円である。
当初、2020年4月19日の開館を予定していたが、新型コロナウイルス感染拡大の影響により開館を約40日間延期した。

## 目的
1. 魅力の継承と創造
2. 創造力の育成
3. コミュニティの形成
4. 地域の活性化
5. 地域課題の解決への貢献

出典:

## 沿革
- 2018年（平成30年）
  - 3月 - 文化芸術センター工事 着工
  - 6月 - 「宝塚市立文化芸術センター条例」制定、「宝塚市都市公園条例」改正
- 2019年（平成31年）
  - 3月 - 庭園工事 着工、公募により、宝塚みらい創造ファクトリーを指定管理者に指定
  - 9月 - 文化芸術センター 竣工
- 2020年（令和2年）
  - 3月 - 庭園 竣工
  - 5月 - オンライン開館
  - 6月 - 制限付きでメインギャラリー等を開館
  - 8月 - グランドオープン

出典:

## 施設

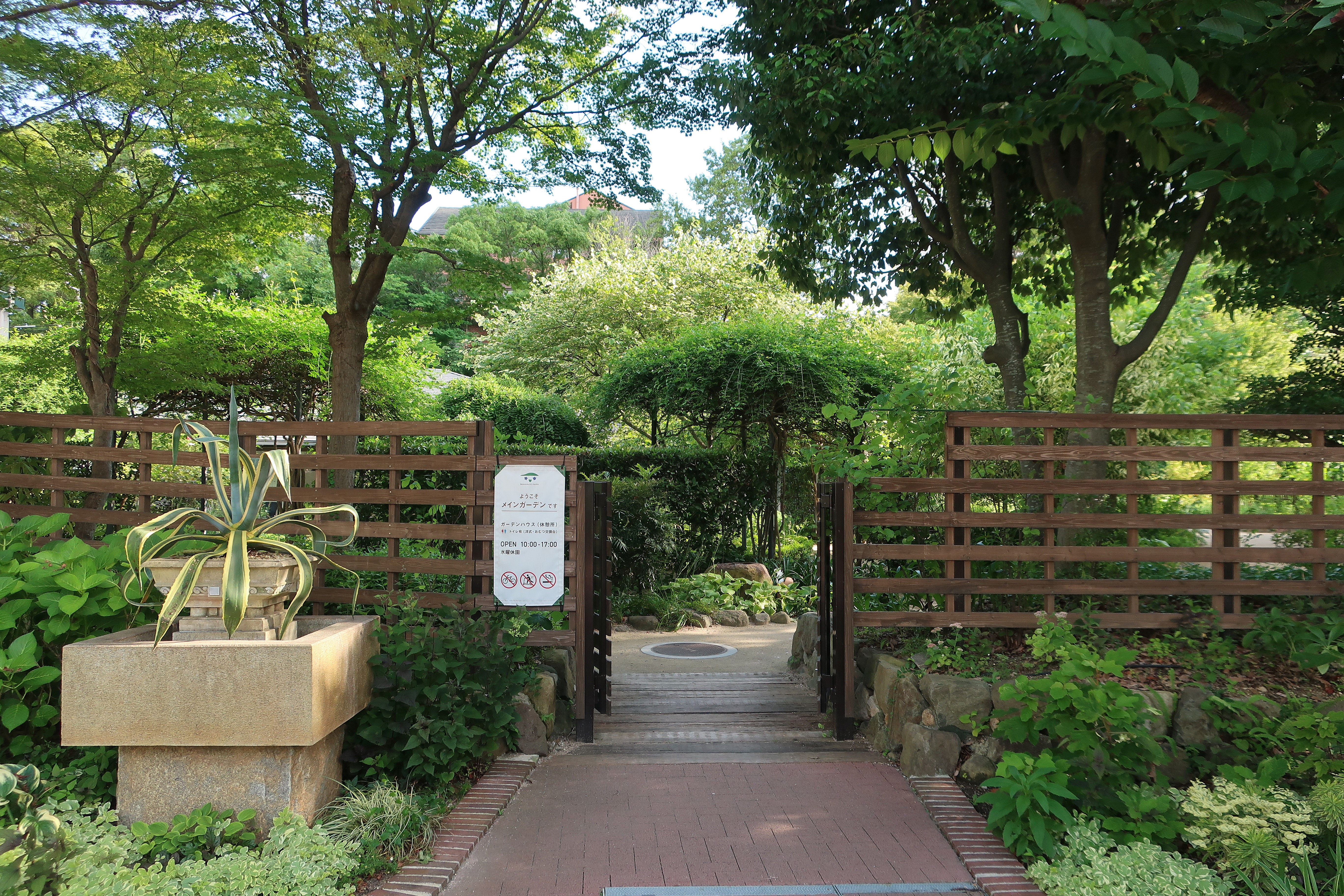
メインガーデンゲート

センター
- メインギャラリー
- サブギャラリー
- キューブホール
- アトリエ
- ライブラリー
- おおやね広場
- 屋上庭園

屋外
- 庭園
  - メインガーデン

## 所在地

### 周辺施設
- 花の道さくらばし公園
- 宝塚文化創造館（宝塚音楽学校 旧校舎）
- 宝塚市武庫川ポンプ場
- 関西学院初等部

### アクセス
- JR宝塚駅・阪急宝塚駅から徒歩11分
- 阪急宝塚南口駅から徒歩6分
- 中国自動車道「宝塚インターチェンジ」から西進2km